# Miklós Béla
Vitéz lófő dálnoki Miklós Béla (Budapest, Magyarország, 1890. június 11. – Budapest, Magyarország, 1948. november 21.), magyar katonatiszt, politikus, Magyarország miniszterelnöke a második világháború végén alakult Ideiglenes Nemzeti Kormány élén 1944. december 22. és 1945. november 15. között.
Párton kívüli képviselőként lett 1944 decemberében az Ideiglenes Nemzetgyűlés tagja, majd a Szovjetunió felkérésre az ideiglenes kormány élére került. 1945 januárjától a részben az államfői jogköröket is gyakorló Nemzeti Főtanács tagja lett. Az általa vezetett nemzeti kormány kötötte meg a szovjetekkel való fegyverszünetet és üzent hadat a náci Németországnak, emellett feloszlatta a nyilaskeresztes szervezeteket. Miniszterelnöksége idején fogadták el a Nagy Imre-féle földreformot.
Az 1945-ös nemzetgyűlési választásokig maradt az ország miniszterelnöke. Kiemelkedő közéleti személyiségként meghívott nemzetgyűlési képviselő lett. Belépett a Magyar Függetlenségi Pártba, ennek színeiben mandátumhoz is jutott az 1947-es országgyűlési választáson, ám pártja kizárását követően megfosztották mandátumától. Visszavonult a közélettől és alig több mint egy évvel később, 1948. november 21-én, ötvennyolc éves korában elhunyt.

## Élete és pályafutása

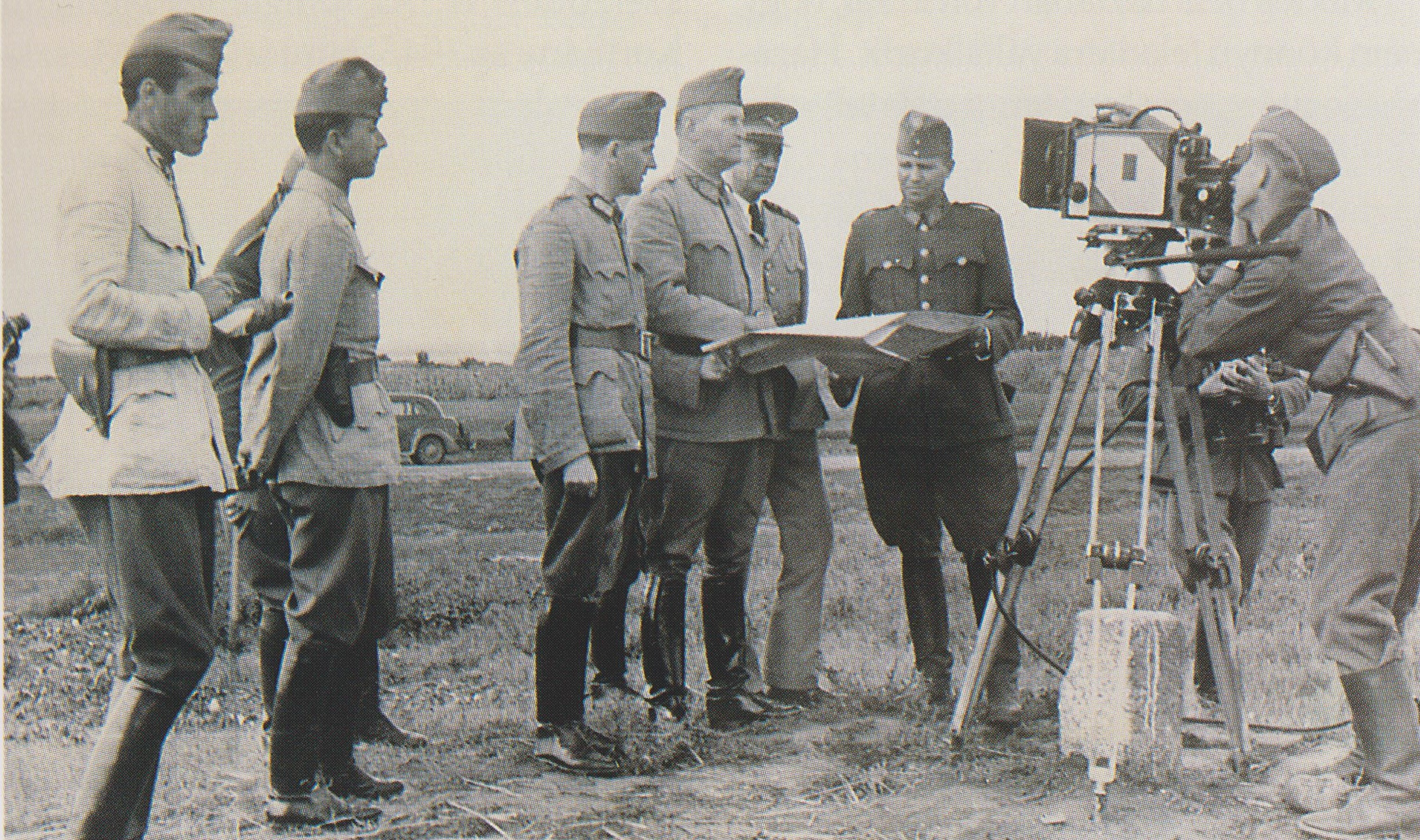
Miklós Béla a fronton német haditudósítóknak nyilatkozik 1941 szeptemberében

Miklós Béla néven született 1890. június 11-én Budapesten. Ősi székely lófő családból származott. Szülei dálnoki Miklós Gergely (1857–1935), tanítóképző-intézeti tanár, biológiai szakíró, és Traviczky Janka (másutt Johanna). Tizenhét éves korától kezdve használta hivatalosan tanító édesapja szülőfalujára, a Kovászna megyei Dálnokra utaló dálnoki nemesi előnevet. Felesége Csákány Éva (1899–1982) volt, akitől született fia dálnoki Miklós Lajos és leánya, dálnoki Miklós Marianna (1923–1995), Kiss Istvánné. Édesapja, első felesége halála után, ismét megházasodott: elvette Varga Irma (1872–1939) kisasszonyt. Fivérei dr. dálnoki Miklós Aladár és dr. dálnoki Miklós Kálmán voltak.
1907-ben érettségizett a soproni honvéd főreáliskolában. A Ludovika Akadémia elvégzése után, 1910-ben huszárhadnaggyá avatták. Az első világháborúban több fronton is szolgált. Hazatérve a városparancsnokságra osztották be. A vezérkari akadémiát 1920–1921-ben végezte el, ezután a honvédelmi minisztériumban dolgozott. 1929-ben vitézi címet kapott, ugyanebben az évben lett Horthy kormányzó katonai irodájának főnökhelyettese, 1933–1936 között Berlinben katonai attasé. 1938-ban kinevezték a 2. lovasdandár parancsnokává, a következő évben tábornok lett. 1940-től mint az I. gyorshadtest parancsnoka részt vett Jugoszlávia és a Szovjetunió elleni hadjáratokban. 1941. november elsejétől altábornaggyá, és 1942-ben a kolozsvári hadtest parancsnokává nevezték ki. 1942. október végétől a Kormányzó Katonai Irodájának főnöke, főhadsegéd, 1943-ban vezérezredessé léptették elő, 1944. augusztus 1-jén vette át az Északkeleti-Kárpátokban állomásozó 1. magyar hadsereg vezetését.

### Az 1944-es kiugrási kísérlet

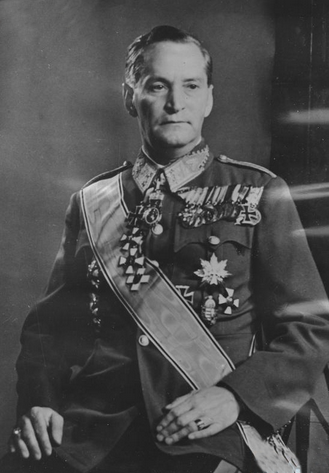
Dálnoki Miklós Béla altábornagy 1942-ben

Magyarország német megszállása után Horthy Miklós rákényszerült, hogy felvegye a kapcsolatot mind a szovjetekkel, mind a magyar ellenállási mozgalom vezetőivel. Adolf Hitler külön parancsára szeptember folyamán a magyar Nyilaskeresztes Párt megkezdte a hatalomátvétel megszervezését. Horthy 1944. október 15-én fegyverszünetet kért a Szovjetuniótól és a hitleri Németországgal való szembefordulásra szánta el magát. Horthy a kiugrást két magyar hadsereg átállása, és a frontvonal megbontása révén képzelte el, az akciót Budapestről irányította, bár a Honvéd Vezérkar főnöke, Vörös János vezérezredes többször megpróbálta őt rávenni, hogy utazzon le Husztra, és személyes jelenlétével biztosítsa az 1. magyar hadsereg lojalitását.
A magyar 1. és 2. hadsereg parancsnokai – vitéz lófő dálnoki Miklós Béla és primor dálnoki Veress Lajos vezérezredesek – voltak. A kiugrás lebonyolításával az 1. hadsereg parancsnokaként Miklós Bélát bízta meg néhány más katonai és civil személlyel együtt. Ő és csoportja olyan utasítást kapott, hogy egy adott pillanatban – a megbeszélt jelszó beérkezte után – kezdjék meg a hadicselekmények leállítását. A kiugrási kísérlet azonban, a nem megfelelő előkészítettség miatt megbukott.
Veesenmayer német nagykövet jóváhagyásával és Szálasi Ferenc nyilas vezető irányításával a nyilasok fegyveres puccsal még aznap átvették a hatalmat, amit Horthy kénytelen volt jóváhagyni. Miklós Béla a hungarista hatalomátvétel után átállt a szovjet csapatokhoz. Egységeit hadiparancsban utasította a szovjetekkel való ellenségeskedés azonnali beszüntetésére, és a németekkel való szembefordulásra. Felhívásának engedelmeskedve az 1. magyar hadsereg állományából a hadseregnek csak töredéke, mintegy húszezer tiszt és katona adta meg magát és állt át a szovjet Munkás-paraszt Vörös Hadsereg oldalára.

### Ideiglenes nemzetgyűlés
1944. december 21-én Debrecenben, a református kollégiumban ült össze az Ideiglenes Nemzetgyűlés. A Nemzetgyűlés 230 tagja közül 39% kommunista, 24% kisgazdapárti, 18% szociáldemokrata, 7% parasztpárti és 6% polgári demokrata és ugyanennyi párton kívüli volt. December 22-én az Ideiglenes Nemzetgyűlés megválasztotta az Ideiglenes Nemzeti Kormányt, amelynek elnöke dálnoki Miklós Béla vezérezredes lett, s összetételéről Moszkvában döntöttek. Tagjai lettek magas rangú katonatisztek, valamint 4 kommunista, illetve 2-2 szociáldemokrata és kisgazda politikus. A debreceni Ideiglenes Nemzeti Kormány 1944. december 22-én Magyarország miniszterelnökévé választotta Miklós Bélát. 1945. január. 26-án megalakult a Nemzeti Főtanács, amely ideiglenesen az államfői jogok egy részét gyakorolta. Elnöke: Zsedényi Béla, tagjai: dálnoki Miklós Béla és Gerő Ernő lettek. Miklós az 1945. november 15-ei választásokig töltötte be a miniszterelnöki posztot.
A Magyar Nemzeti Függetlenségi Front programja kilátásba helyezte a háborús bűnösök letartóztatását, bíróság elé állításukat és vagyonuk elkobzását, valamint a németbarát szervezetek feloszlatását és a közintézmények megtisztítását.
Azokat a nyilas tiszteket, akik a hatalmat bitorló Szálasival együtt dolgoztak és akik okozói annak, hogy félrevezetett magyar honvédek még most is a németek oldalán folytatják ezt a kilátástalan, esztelen, zsoldos szellemű harcot, az új szabadságharcos magyar honvédség ki fogja közösíteni soraiból és a magyar nép ítélőszéke, illetve hadbírósága elé fogja állítani.
A fegyverszüneti egyezmény 14. cikkelye értelmében Magyarország kötelezte magát arra, hogy együttműködik a háborús bűnökkel vádolt személyek letartóztatásában, kiszolgáltatásukban és elítélésükben. Ezért az Ideiglenes Nemzeti Kormány 1945. január 25-én rendeletet (81/1945. ME sz.) adott ki a népbíróságok létrehozásáról. Az ítéletek végrehajtása, az esetleges kiadatási kérelmekre való tekintettel felfüggeszthető volt.
1945 nyarán az ideiglenes magyar kormány miniszterelnökeként, Miklós Béla rendeletére szüntették meg a legrangosabb magyar katonai kitüntetést a Katonai Mária Terézia-rendet.

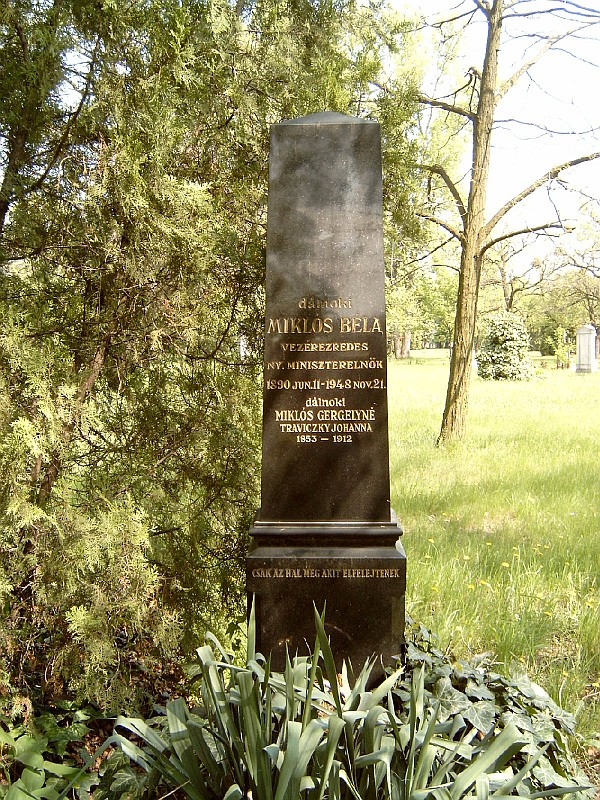
Dálnoki Miklós Béla sírja Budapesten. Kerepesi temető: 24/1-1-72

A Miklós Béla vezette magyar kormány regnálása alatt hurcolták el azt a több százezer hadifoglyot és civilt, akiket később a 'Málenkij robot'nak nevezett események áldozatainak nevez a történetírás. A szovjet Vörös Hadsereg által elfoglalt magyar területeken, romeltakarításra való hivatkozással, fegyveres szovjet katonák a nyílt utcáról gyűjtötték be és vitték el a magyar civileket, akiknek a többsége nem élte túl a szovjet kényszermunkatáborok megpróbáltatásait. Dálnoki Miklós Béla kormánya tehetetlenül nézte végig a szovjetek zabrálását (fosztogatás), erőszakoskodását.
Az új parlamentbe – mivel az 1947-es magyarországi országgyűlési választásokon nem indult – külön törvény alapján került be (másokkal együtt) mint közéleti személyiség, miniszterelnöki munkássága elismerése gyanánt.

### Későbbi sorsa
Az 1947. évi „kékcédulás" választások előtt lépett be a Magyar Függetlenségi Pártba, amelynek vezetőségi tagja volt. A parlamentbe ugyan bejutott, de mandátumától törvénytelenül megfosztották. Ezután visszavonult a közélettől, politikailag teljesen elszigetelődött, családját zaklatni kezdték. Dálnoki Miklós Béla 1948. november 21-én hunyt el Budapesten, temetése katonai tiszteletadás nélkül történt.
Fiát, Lajost kitelepítették, majd Recsket is megjárta. 1956-ban Új-Zélandba emigrált. Miklós Béla leánya Magyarországon élte le az életét.

### Kutatható iratanyaga
Miniszterelnöki működési időszakából (az 1945-ös évből) 0,12 iratfolyóméternyi (1 doboznyi), maradandó értékűnek minősített iratanyaga került az Országos Levéltár, mai nevén Magyar Nemzeti Levéltár Országos Levéltára őrizetébe, ahol az a XIX-A-1-l törzsszámon kutatható.

## Kitüntetései viselési sorrendben
- Különös Dicsérő Elismerés Magyar Koronás Nagy Aranyérme hadiszalagon, kardokkal (1942. január 7.)
- Magyar Érdemrend hadiszalagos, kardokkal ékesített középkeresztjéhez a csillag (1941. szeptember 23.)
- Magyar Érdemrend középkeresztjéhez a csillag (1940)
- Magyar Érdemrend középkeresztje hadiszalagon, kardokkal (1939)
- Magyar Érdemrend középkeresztje
- Magyar Érdemkereszt III. osztálya (1932. július 1.)
- Katonai Érdemkereszt III. osztálya hadidíszítménnyel, kardokkal (két ízben, 1914 és 1918)
- Ezüst Katonai Érdemérem hadiszalagon, kardokkal (1917)
- Bronz Katonai Érdemérem hadiszalagon, kardokkal (1915)
- Kormányzói Dicsérő Elismerés Magyar Koronás Bronzérme (1930. március 1.)
- Károly-csapatkereszt
- Tiszti Katonai Szolgálati Jel II. osztálya
- Tiszti Katonai Szolgálati Jel III. osztálya (1930. augusztus 18.)
- Erdélyi Emlékérem (1941)
- Délvidéki Emlékérem
- 1912/13-as Emlékkereszt
- Német Sas Rend nagykeresztje kardokkal (1941)
- bolgár Katonai Érdemrend nagykeresztje hadidíszítménnyel (1943. december 1.)
- német Vaskereszt lovagkeresztje (1942. január 20.)
- Német Vöröskereszt Díszjelvény 1. osztálya (1936. október 17.)
- német Vaskereszt 1. osztálya (1941)
- német Vaskereszt II. osztálya (1941)